# Concerto pour clarinette et alto de Bruch
Pour les articles homonymes, voir Concerto pour clarinette (homonymie) et Concerto pour alto (homonymie).
Le concerto pour clarinette, alto et orchestre en mi mineur (connu aussi comme double concerto), Op. 88, de Max Bruch fut composé en 1911 pour son fils, Max Felix Bruch, et fut exécuté pour la première fois en 1912, avec Willy Hess (alto) et Max Felix Bruch (clarinette) en solistes. Il est composé de trois mouvements :
1. Andante con moto
2. Allegro moderato
3. Allegro molto

Une exécution typique dure approximativement 20 minutes.
La pièce est parfois arrangée et exécutée en concerto pour violon et alto.

## Historique
Bruch écrivit le concerto à l'âge de 73 ans pour son fils Max Felix, qui était clarinettiste. Il fut créé le 5 mars 1912 à Wilhelmshaven par Max Felix Bruch et Willy Hess comme solistes.
En 1910, Bruch avait également écrit pour Max Felix les Huit pièces pour clarinette, alto et piano op. 83. Ces deux compositions, tout comme la Romance pour alto et orchestre en fa majeur op. 85 de 1912, sont des exemples évidents du style de Bruch, qui n'avait pas changé depuis son 1er concerto pour violon écrit 40 ans plus tôt et qui n'était plus au goût du jour.
Le double concerto s'inscrit dans la tradition du concerto pour plusieurs instruments solistes, fondée à l'époque baroque et qui a continué à être utilisée dans la musique classique et romantique. Bruch le composa, tout comme le Concerto pour deux pianos op. 88a, écrit en 1915, toujours dans un style romantique, alors que ses contemporains expérimentaient déjà des choses sonores entièrement nouvelles, avec Schönberg et Stravinsky comme points de référence,,. C'est pourquoi le concerto ne fut pas très apprécié après sa première exécution et ne fut publié qu'en 1942, plus de 20 ans après la mort du compositeur. Depuis la fin des années 1980, il a été repris par des solistes telles que Yuri Bashmet à l'alto et Paul Meyer à la clarinette, et s'est progressivement fait connaître d'un public plus large. Elle est désormais considérée comme une œuvre à la sonorité attrayante qui mérite d'être jouée.

## Instrumentation
La partition prévoit, outre la clarinette en la solo et l'alto solo : deux flûtes, deux hautbois, un cor anglais, deux clarinettes, deux bassons, quatre cors, deux trompettes, timbales et les cordes.

## Structure
Le concerto est composé de trois mouvements :
- Andante con moto.
- Allegro Moderato.
- Allegro Molto.

### 1er mouvement
Le premier mouvement est en mi mineur et en mesure 4/4. Il se caractérise par une forme sonate sans développement. Il commence par un récitatif des solistes, dans lequel le premier thème mélancolique (basé sur la chanson populaire suédoise Ack Värmeland, du sköna) est joué en alternance par la clarinette et l'alto. Le deuxième thème est en si majeur et est interprété en duo par les deux instruments solistes. Ce thème a été repris en 1918 dans le quintette à cordes en mi bémol majeur.

### 2emouvement
Ce mouvement est en sol majeur et en mesure de 3/4 et présente la forme tripartite A - B - A. Il ne sonne pas beaucoup plus vite que le premier, bien qu'il s'appelle "allegro" parce que la mélodie est portée par des notes longues. Les solistes jouent ensemble la première partie dans une atmosphère calme. La partie centrale est en si mineur et est accompagnée de pizzicati des cordes. Le thème de cette section est tiré du premier mouvement de la suite no 2 d'après des mélodies populaires suédoises (1906, à l'origine Suite Nordland). La partie principale réapparaît et le mouvement se termine par une coda qui reprend le thème de la partie centrale.

### 3emouvement
Le dernier mouvement est en mi majeur et à 2/4 et est écrit en forme sonate. Des fanfares de trompette ouvrent le mouvement et montrent déjà le changement de caractère par rapport aux autres mouvements. Les solistes exécutent des mouvements rapides et des passages plus virtuoses dans un rythme principalement ternaire. Le premier thème, plus actif, et le deuxième thème, plus calme, sont interprétés en alternance par les deux instruments solistes. Le premier thème disparaît dans la réexposition. La pièce, dans l'ensemble légère et décontractée, se termine assez abruptement après un passage à l'unisson des solistes.

## Caractéristiques
En ce qui concerne son caractère retenu ainsi que la similitude de pulsation des trois mouvements, l'œuvre présente des parallèles avec le trio Kegelstatt de Mozart pour clarinette, alto et piano. D'autre part, l'atmosphère introspective des deux premiers mouvements rappelle les œuvres pour clarinette de Brahms dans ses dernières années.
Le compositeur ne cherche pas de contrastes entre les deux instruments solistes, mais plutôt des points communs entre eux, de sorte qu'il les fait bouger dans la même position, le même phrasé et la même dynamique.
Dans la relation entre la clarinette et l'alto, on peut constater trois modèles :
- Un soliste présente un thème et l'autre le répète exactement de la même manière, mais transposé, soit seul, soit en accompagnant le premier avec le second, en s'imbriquant les uns dans les autres, de manière à créer un modèle polyphonique.
- Les deux solistes se trouvent dans le même modèle, mais à une certaine distance de l'orchestre (modèle homophonique).
- Les deux solistes jouent à l'unisson (modèle monodique).

Le concerto s'accélère de mouvement en mouvement et l'orchestre devient plus grand.

## Discographie sélective
- Bruch, Konzert für Klarinette, Bratsche und Orchester; Rumänische Melodie & Scherzo für Klarinette, Viola & Streichorchester; Romanze für Viola & Orchester op. 85; Weber: Concertino für Klarinette & Orchester op. 26; Andante & Rondo ongarese für Viola & Orchester op. 35. Dimitri Ashkenazy, Anton Kholodenko, Royal Baltic Festival Orchestra, Mats Liljefors. plaladino music 2017
- Bruch: Konzert für Klarinette, Bratsche und Orchester; Acht Stücke für Klarinette, Bratsche und Klavier; Schumann: Märchenerzählungen / Tomasso Placidi (Dir.), Steven Kanoff, Paul Coletti, Radiophilharmonie Hannover / 2005 / Asv Living Era
- Bruch: Werke für Klarinette und Bratsche; Konzert für Klarinette, Bratsche und Orchester in e-Moll; Acht Stücke für Klarinette, Bratsche und Klavier; Romanze für Bratsche und Orchester in F-Dur / Paul Meyer, Gérard Caussé, François-René Duchâble (Klavier), Kent Nagano (Dir.) / 1988–1989/ Apex
- In the Borderland of Romanticism / Mats Liljefors (Dir.), Dimitri Ashkenazy, Anton Kholodenko, The Baltic Symphony Orchestra / 1996 / Artemis
- The Clarinet in Concert / Alun Francis (Dir.), Thea King, Nobuko Imai, London Symphony Orchestra / 1997 / Hyperion